# أتلانتس ذا رويال

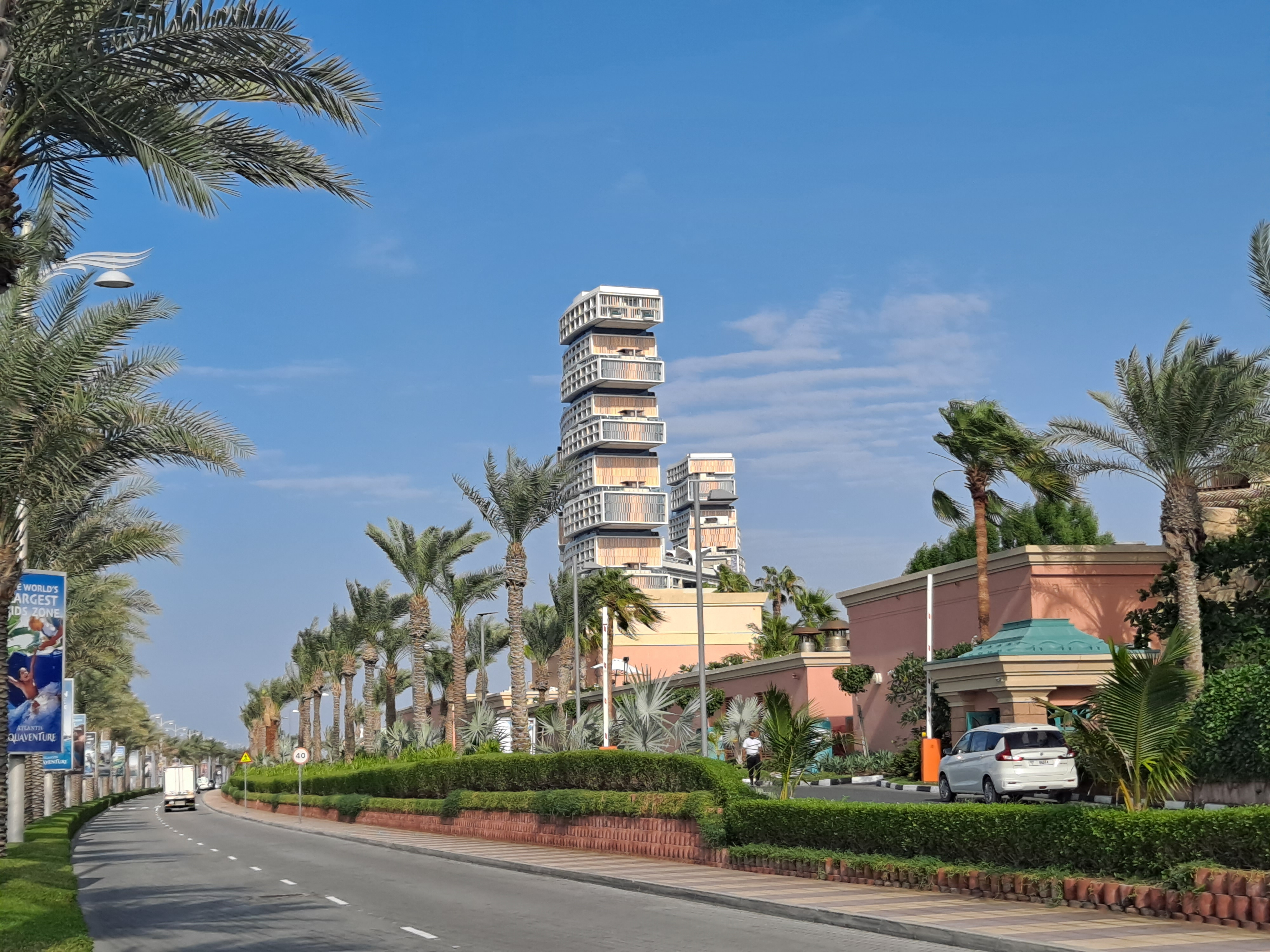
أتلانتس ذا رويال

أتلانتس ذا رويال هو منتجع فندقي يقع في نخلة جميرا، بدبي في الإمارات العربية المتحدة. يتمتع بتصميم معماري مميز ، و يمتد على مساحة تصل إلى 500 متر على طول الواجهة البحرية، ويشتمل على 795 غرفة ،وهو مكون من 43 طابقًا، تصل مساحته إلى 406 آلاف متر مربع وتبلغ تكلفة إنشائه 5.14 مليار درهم إماراتي

## الموقع
يقع فندق رويال اتلانتس دبي في نخلة جميرا، طريق الهلال على بُعد 18 كيلومترًا من مول الإمارات و11 كيلومترًا من الممشى في جميرا بيتش ريزيدنس، ويبعد عن مطار دبي الدولي 35 كيلومترًا 

## الافتتاح
كان من المقرر في افتتاح فندق ذا رويال في أكتوبر 2022 ولكن أعيد جدولته لعام 2023. في 23 ديسمبر 2022، كشفت صحيفة التابلويد البريطانية ذا صن أن بيونسيه ستقدم عرضًا مدته ساعة في 21 يناير مقابل أكثر من 24 مليون دولار، مما يجعل الحفل هو الأداء الخاص الأعلى أجرًا في التاريخ. أرسلت دعوات ومنشورات مختلفة لقضاء عطلة نهاية الأسبوع في دبي مع نفقات النقل. في 18 يناير، قبل ثلاثة أيام من الحفل، أفاد المعجبون أنهم سمعوا فحصًا صوتيًا للعديد من أغاني بيونسيه خارج الفندق. أصبح المنتجع مفتوحًا للجمهور ومتاحًا للحجز في 10 فبراير 2023، واستمر حفل الافتتاح ثلاثة أيام. دعي إليه العديد من الصحفيين والمشاهير ومشاهير الإنترنت، ومنحهم الإقامة في الفندق وتذكرة طيران بالدرجة الأولى على طيران الإمارات.وبعد مرور 9 أشهر على افتتاحه، أصبح "أتلانتس ذا رويال" الفندق الوحيد في الشرق الأوسط ضمن قائمة أفضل 50 فندقًا في العالم.

## الفندق
يحتوي الفندق على 795 غرفة و17 مطعمًا وعلى أكبر حوض أسماك لقناديل البحر في العالم.